# Třebohostice
Třebohostice är en ort i Tjeckien.   Den ligger i regionen Södra Böhmen, i den sydvästra delen av landet, 90 km söder om huvudstaden Prag. Třebohostice ligger 486 meter över havet och antalet invånare är 303.
Terrängen runt Třebohostice är platt, och sluttar söderut. Runt Třebohostice är det ganska tätbefolkat, med 207 invånare per kvadratkilometer. Närmaste större samhälle är Strakonice, 8,4 km söder om Třebohostice. Trakten runt Třebohostice består till största delen av jordbruksmark.